# Заалайський хребет
Заала́йський хребе́т — гірський хребет на кордоні Таджикистану, Киргизстану та Китаю. Є частиною гірської системи Паміру.
Простягається між долинами річок Кизилсу на півночі і Сауксай та Муксу на півдні. Найвища точка — пік Абу Алі ібн Сіни (колишній пік Леніна) (7134 м). В східній частині є придатний для транспорту перевал Кизил-Арт (4280 м), через який проходить дорога, що сполучає Киргизстан та Таджикистан.
Тут беруть початок такі річки, як Кизилсу та Сауксай басейну Амудар'ї, Кизилсу басейну Тарима тощо. Вкритий льодовиками.
Інші вершини:
- пік Дзержинського — 6717 м
- пік Кизилагин — 6683 м
- гора Курумди — 6613 м
- пік Зоря Сходу — 6349 м
- пік Естонія — 6202 м
- пік Трапеція — 6046 м
- пік Корженевського — 6008 м
- пік Красіна — 5999 м
- пік Сат — 5900 м
- гора Інвалідів — 5885 м
- пік Цурюпи — 5849 м
- пік Сурхангау — 5827 м
- пік Курум-Тор-Тор — 5788 м
- пік Отчайло — 5761 м
- пік Радянської Армії — 5554 м
- пік Козкурган — 5491 м
- пік Гезель — 5486 м
- пік Кенг — 5475 м
- пік Свердлова — 5456 м
- пік Заалайський — 5445 м
- пік Прикордонників — 5437 м
- пік Ширвоза — 5299 м
- пік Архар — 5296 м
- гора Кек-Чукур — 5184 м
- пік Білий — 5021 м
- гора Ак-Чукур — 4970 м
- пік Ходжатау — 4960 м
- пік Тар-Аша — 4933 м
- пік Чорний — 4923 м
- гора Мальтабар — 4867 м
- гора Терс-Агар — 4827 м
- гора Ат-Джайлоо — 4762 м
- пік Кукавик — 4529 м
- гора Джолчу-Тоо — 4275 м
- гора Кунгир-Тюбе — 4165 м

## Льодовики
- Льодовик Леніна

| Киргизстан | Це незавершена стаття з географії Киргизстану. Ви можете допомогти проєкту, виправивши або дописавши її. |

| Таджикистан | Це незавершена стаття з географії Таджикистану. Ви можете допомогти проєкту, виправивши або дописавши її. |

| Китай | Це незавершена стаття з географії КНР. Ви можете допомогти проєкту, виправивши або дописавши її. |